# Malaysia Open 1992
Die Malaysia Open 1992 im Badminton fanden vom 3. bis zum 6. September 1992 in Kuala Lumpur statt. Das Preisgeld betrug 180.000 Dollar, dem höchsten Grand-Prix-Preisgeld bis zu diesem Zeitpunkt, was dem Turnier zu einem Sechs-Sterne-Status im Grand Prix verhalf.

## Sieger und Platzierte
| Disziplin    | Gold                             | Silber                            | Bronze                         |
| ------------ | -------------------------------- | --------------------------------- | ------------------------------ |
| Herreneinzel | Rashid Sidek                     | Thomas Stuer-Lauridsen            | Foo Kok Keong                  |
| Herreneinzel | Rashid Sidek                     | Thomas Stuer-Lauridsen            | Wu Wenkai                      |
| Dameneinzel  | Huang Hua                        | Yuni Kartika                      | Lee Heung-soon                 |
| Dameneinzel  | Huang Hua                        | Yuni Kartika                      | Sarwendah Kusumawardhani       |
| Herrendoppel | Cheah Soon Kit Soo Beng Kiang    | Chen Hongyong Chen Kang           | Jalani Sidek Razif Sidek       |
| Herrendoppel | Cheah Soon Kit Soo Beng Kiang    | Chen Hongyong Chen Kang           | Rudy Gunawan Eddy Hartono      |
| Damendoppel  | Christine Magnusson Lim Xiaoqing | Gil Young-ah Park Soo-yun         | Chen Ying Sheng Wenqing        |
| Damendoppel  | Christine Magnusson Lim Xiaoqing | Gil Young-ah Park Soo-yun         | Gillian Clark Gillian Gowers   |
| Mixed        | Thomas Lund Pernille Dupont      | Jon Holst-Christensen Lotte Olsen | Jan Paulsen Gillian Gowers     |
| Mixed        | Thomas Lund Pernille Dupont      | Jon Holst-Christensen Lotte Olsen | Henrik Svarrer Marlene Thomsen |

## Finalergebnisse
| Disziplin    | Sieger                           | Finalist                          | Ergebnis         |
| ------------ | -------------------------------- | --------------------------------- | ---------------- |
| Herreneinzel | Rashid Sidek                     | Thomas Stuer-Lauridsen            | 15-5, 15-7       |
| Dameneinzel  | Huang Hua                        | Yuni Kartika                      | 11-3, 7-11, 11-7 |
| Herrendoppel | Cheah Soon Kit Soo Beng Kiang    | Chen Kang Chen Hongyong           | 15-12, 15-7      |
| Damendoppel  | Lim Xiaoqing Christine Magnusson | Gil Young-ah Park Soo-yun         | 15-7, 15-9       |
| Mixed        | Thomas Lund Pernille Dupont      | Jon Holst-Christensen Lotte Olsen | 15-8, 15-12      |

## Ergebnisse

### Herreneinzel
- Dong Jiong –  Lo Ah Heng: 15-10 / 10-15 / 15-8
- Ge Cheng –  Tan Sian Peng: 15-6 / 15-6
- Lin Wei-chen –  Yee Yoon Yang: 18-14 / 18-14
- Pang Chen –  Fernando de la Torre: 6-15 / 15-8 / 15-1
- Marleve Mainaky –  Marzuki Hj Fathil: 15-2 / 15-1
- Deng Xiaojian –  Hong Han Lim: 15-5 / 15-3
- Xie Yangchun –  Lee Mou-chou: 15-7 / 7-15 / 15-3
- Pan Teng –  R. Marimaran: 15-8 / 15-3
- Yifeng Shen –  Tey Seu Bock: 15-8 / 11-15 / 17-14
- Yong Hock Kin –  Ernesto de la Torre: 15-0 / 15-8
- Lee Yong-sun –  Hu Zhilang: 18-16 / 1-15 / 15-1
- Yuzo Kubota –  Indrajit Mukherjee: w.o.
- Wu Chun-sheng –  Dipankar Bhattacharjee: w.o.
- Rashid Sidek –  Ajay Kanwar: 15-5 / 15-1
- K. Sivakumar –  Takuya Katayama: 15-15 / 15-12 / 15-8
- Heryanto Arbi –  Ismail Saman: 15-5 / 15-3
- Dong Jiong –  Abdul Razak: 15-2 / 15-4
- Ge Cheng –  Kee Koon Quek: 15-1 / 15-1
- Lin Wei-chen –  Madhujya Barua: 15-11 / 17-14
- Wu Wenkai –  Azahan Othman: 15-4 / 15-12
- Jun Chuan Wong –  Chew Choon Eng: 12-15 / 15-8 / 15-5
- Tsutomu Kinjo –  Weng Chung Cher: 15-5 / 15-6
- Pang Chen –  Tu Tung-sheng: 15-2 / 15-1
- Park Sung-woo –  Roslan Kassim: 15-3 / 15-1
- Liang Zhiqiang –  Kantharoopan Ponniah: 15-9 / 15-8
- Marleve Mainaky –  Deng Xiaojian: 15-8 / 15-7
- Xie Yangchun –  Kin Meng Horatius Hwang: 15-2 / 15-1
- Pan Teng –  Kai Wui Shim: 15-4 / 15-4
- Kim Hak-kyun –  Ji Teck Koo: 15-1 / 15-2
- Teeranun Chiangtha –  Yifeng Shen: 13-15 / 15-7 / 15-12
- Rosman Razak –  Ghee Hing Koo: 15-13 / 15-7
- Fredyno Saha –  Yuzo Kubota: 17-18 / 15-7 / 15-5
- Foo Kok Keong –  Peng Siong Wee: 15-5 / 15-2
- Yong Hock Kin –  Koh Leng Kang: 15-11 / 15-7
- Wan Zhengwen –  Seng Yeow Ong: 15-4 / 15-7
- Thiam Weng Yap –  Wu Chun-sheng: 15-2 / 15-6
- Fung Permadi –  Teng Swee Chan: 15-2 / 15-12
- Wong Ewee Mun –  Lee Yong-sun: 15-4 / 15-9
- Thomas Stuer-Lauridsen –  Davincy Saha: 15-2 / 15-5
- Eddeeza Saha –  Sompol Kukasemkij: w.o.
- Wong Tat Meng –  Ng Liang Hua: w.o.
- Kwan Yoke Meng –  George Thomas: w.o.
- Ong Ewe Hock –  Jaseel P. Ismail: w.o.
- Leonard Lim –  Yoginder Singh: w.o.
- Koo Yong Chut –  Kazuhiro Shimogami: w.o.
- Rashid Sidek –  K. Sivakumar: 15-4 / 15-0
- Heryanto Arbi –  Dong Jiong: 15-2 / 15-5
- Ge Cheng –  Eddeeza Saha: 15-4 / 15-11
- Lin Wei-chen –  Wong Tat Meng: 2-15 / 15-12 / 15-3
- Wu Wenkai –  Jun Chuan Wong: 15-3 / 15-2
- Pang Chen –  Tsutomu Kinjo: 15-11 / 15-6
- Park Sung-woo –  Liang Zhiqiang: 15-9 / 15-17 / 18-16
- Marleve Mainaky –  Kwan Yoke Meng: 18-16 / 15-6
- Xie Yangchun –  Ong Ewe Hock: 15-11 / 15-9
- Kim Hak-kyun –  Pan Teng: 15-10 / 10-15 / 15-3
- Teeranun Chiangtha –  Rosman Razak: 15-10 / 15-3
- Foo Kok Keong –  Fredyno Saha: 15-2 / 15-2
- Yong Hock Kin –  Wan Zhengwen: 15-5 / 10-15 / 15-6
- Fung Permadi –  Thiam Weng Yap: 15-8 / 15-4
- Wong Ewee Mun –  Leonard Lim: 15-0 / 15-3
- Thomas Stuer-Lauridsen –  Koo Yong Chut: 15-6 / 15-5
- Rashid Sidek –  Heryanto Arbi: 15-12 / 11-15 / 15-11
- Ge Cheng –  Lin Wei-chen: 15-11 / 15-12
- Wu Wenkai –  Pang Chen: 15-2 / 15-11
- Park Sung-woo –  Marleve Mainaky: 15-12 / 15-7
- Kim Hak-kyun –  Xie Yangchun: 15-3 / 15-7
- Foo Kok Keong –  Teeranun Chiangtha: 15-4 / 12-15 / 15-3
- Fung Permadi –  Yong Hock Kin: 15-7 / 15-7
- Thomas Stuer-Lauridsen –  Wong Ewee Mun: 15-8 / 15-2
- Rashid Sidek –  Ge Cheng: 15-6 / 15-2
- Wu Wenkai –  Park Sung-woo: 9-15 / 15-9 / 15-7
- Foo Kok Keong –  Kim Hak-kyun: 15-9 / 8-15 / 15-7
- Thomas Stuer-Lauridsen –  Fung Permadi: 15-10 / 2-15 / 15-10
- Rashid Sidek –  Wu Wenkai: 18-16 / 15-7
- Thomas Stuer-Lauridsen –  Foo Kok Keong: 11-15 / 18-13 / 17-14
- Rashid Sidek –  Thomas Stuer-Lauridsen: 15-5 / 15-7

### Damendoppel
- Chen Ying /  Sheng Wenqing –  Akiko Michiue /  Masako Sakamoto: 15-13 / 15-8
- Pernille Dupont /  Lotte Olsen –  Che Ling /  Wu Wenjing: 15-9 / 10-15 / 15-9
- Catherine /  Eliza Nathanael –  Chong Yin Cheng /  Tan Siew Cheng: 15-3 / 15-0
- Zelin Resiana /  Rosiana Tendean –  Ishwarii Boopathy /  Geevien Saha: w.o.
- Christine Magnusson /  Lim Xiaoqing –  Ngan Fai /  Tung Chau Man: 15-5 / 15-6
- Peng Xinyong /  Zhang Jin –  Zelin Resiana /  Rosiana Tendean: 15-9 / 15-8
- Lisbet Stuer-Lauridsen /  Marlene Thomsen –  Chen Hsiao-li /  Shyu Yu-ling: 18-15 / 15-10
- Chen Ying /  Sheng Wenqing –  Lee Wai Leng /  Tan Lee Wai: 15-5 / 15-6
- Pernille Dupont /  Lotte Olsen –  Kuak Seok Choon /  Zamaliah Sidek: 15-0 / 15-7
- Gil Young-ah /  Park Soo-yun –  Chan Oi Ni /  Cheng Yin Sat: 15-6 / 15-1
- Guo Jing /  Shen Lianfeng –  Catherine /  Eliza Nathanael: 15-8 / 17-14
- Gillian Clark /  Gillian Gowers –  Takako Ida /  Michiyo Kitaura: 15-6 / 15-2
- Christine Magnusson /  Lim Xiaoqing –  Peng Xinyong /  Zhang Jin: 15-7 / 17-16
- Chen Ying /  Sheng Wenqing –  Lisbet Stuer-Lauridsen /  Marlene Thomsen: 15-13 / 15-8
- Gil Young-ah /  Park Soo-yun –  Pernille Dupont /  Lotte Olsen: 17-14 / 17-14
- Gillian Clark /  Gillian Gowers –  Guo Jing /  Shen Lianfeng: 15-6 / 15-11
- Christine Magnusson /  Lim Xiaoqing –  Chen Ying /  Sheng Wenqing: 15-2 / 18-15
- Gil Young-ah /  Park Soo-yun –  Gillian Clark /  Gillian Gowers: 15-18 / 15-7 / 15-9
- Christine Magnusson /  Lim Xiaoqing –  Gil Young-ah /  Park Soo-yun: 15-7 / 15-9

### Dameneinzel
- Chan Oi Ni –  Chen Hsiao-li: 11-7 / 10-12 / 11-9
- Han Jingna –  K. Krishnamal: 11-0 / 11-0
- Michiyo Kitaura –  Tan Siew Cheng: 11-4 / 11-2
- Lee Wai Leng –  Neeru Nijhawan: 11-2 / 11-1
- Liu Yuhong –  Ngan Fai: 11-3 / 11-0
- Zhang Ning –  Chong Yin Cheng: 12-10 / 11-0
- Yuni Kartika –  Tan Lee Wai: 11-0 / 11-5
- Takako Ida –  Geevien Saha: 15-3 / 4-1
- Shyu Yu-ling –  Ong Ai Li: 11-2 / 11-1
- Guo Jing –  Wong Mee Hung: 11-0 / 11-1
- Jihyun Marr –  Feng Mei-ying: w.o.
- Huang Hua –  Kuak Seok Choon: 11-1 / 11-3
- Zarinah Abdullah –  Chan Oi Ni: 12-9 / 11-8
- Jaroensiri Somhasurthai –  Masako Sakamoto: 4-11 / 11-0 / 11-4
- Han Jingna –  Park Soo-yun: 11-7 / 11-2
- Sarwendah Kusumawardhani –  Chen Mei-cun: 11-6 / 11-1
- Shen Lianfeng –  Michiyo Kitaura: 11-1 / 11-5
- Lim Xiaoqing –  Tan Mei Chuan: 11-1 / 11-7
- Liu Yuhong –  Lee Wai Leng: 11-7 / 11-2
- Jihyun Marr –  Zhang Ning: 6-11 / 11-8 / 11-1
- Christine Magnusson –  Lisbet Stuer-Lauridsen: 8-11 / 11-7 / 11-2
- Yuni Kartika –  Akiko Michiue: 11-3 / 11-6
- Ye Zhaoying –  Ishwarii Boopathy: 11-1 / 11-1
- Takako Ida –  Shyu Yu-ling: 11-9 / 4-11 / 12-9
- Lin Xiaoming –  Yuliani Santosa: 5-11 / 11-6 / 11-6
- Guo Jing –  Pornsawan Plungwech: 11-1 / 11-4
- Lee Heung-soon –  Cheng Yin Sat: 11-6 / 11-0
- Huang Hua –  Zarinah Abdullah: 11-0 / 11-7
- Jaroensiri Somhasurthai –  Han Jingna: 5-11 / 11-5 / 11-5
- Sarwendah Kusumawardhani –  Shen Lianfeng: 11-2 / 11-3
- Lim Xiaoqing –  Liu Yuhong: 11-8 / 12-10
- Christine Magnusson –  Jihyun Marr: 12-10 / 12-9
- Yuni Kartika –  Ye Zhaoying: 8-11 / 11-3 / 12-11
- Lin Xiaoming –  Takako Ida: 11-12 / 11-3 / 11-1
- Lee Heung-soon –  Guo Jing: 11-12 / 11-4 / 11-5
- Huang Hua –  Jaroensiri Somhasurthai: 11-5 / 11-5
- Sarwendah Kusumawardhani –  Lim Xiaoqing: 12-10 / 11-8
- Yuni Kartika –  Christine Magnusson: 1-11 / 11-1 / 12-10
- Lee Heung-soon –  Lin Xiaoming: 7-11 / 12-10 / 11-8
- Huang Hua –  Sarwendah Kusumawardhani: 12-10 / 11-1
- Yuni Kartika –  Lee Heung-soon: 8-11 / 11-1 / 11-9
- Huang Hua –  Yuni Kartika: 11-3 / 7-11 / 11-7

### Herrendoppel
- Chen Yu  /  Huang Yi –  Simon Lee /  Pang Cheh Chang: 15-6 / 15-10
- Ong Ewe Chye /  Rahman Sidek –  Tu Tung-sheng /  Wu Chun-sheng: 15-1 / 17-15
- Yap Yee Guan /  Yap Yee Hup –  Jaseel P. Ismail /  George Thomas: w.o.
- Rudy Gunawan /  Eddy Hartono –  Davincy Saha /  K. Sivakumar: 15-5 / 15-3
- Lee Sang-bok /  Shon Jin-hwan –  Chen Xingdong /  Liang Zhiqiang: 15-12 / 15-7
- Yap Yee Guan /  Yap Yee Hup –  Ko Hsin-ming /  Liao Wei-chieh: 15-8 / 15-7
- Cheah Soon Kit /  Soo Beng Kiang –  Madhujya Barua /  Ajay Kanwar: 15-1 / 15-1
- Jan Paulsen /  Henrik Svarrer –  Narin Rungbanapan /  Narong Rungbanapan: 15-3 / 15-2
- Chen Yu  /  Huang Yi –  Lee Mou-chou /  Lin Wei-chen: 15-3 / 15-3
- Ong Ewe Chye /  Rahman Sidek –  Hock Leong Lee /  Hock Su Lee: 15-4 / 15-2
- Jon Holst-Christensen /  Thomas Lund –  Takuya Katayama /  Yuzo Kubota: 15-11 / 15-7
- Chen Hongyong /  Chen Kang –  Seng Yeow Ong /  Kee Koon Quek: 15-1 / 15-8
- Tan Kim Her /  Yap Kim Hock –  Eddeeza Saha /  Fredyno Saha: 15-3 / 15-4
- Denny Kantono /  Aryono Miranat –  Pramote Teerawiwatana /  Sakrapee Thongsari: 15-7 / 15-10
- Abdul Razak /  Peng Siong Wee –  Marzuki Hj Fathil /  Ji Teck Koo: 15-8 / 10-15 / 15-14
- Jalani Sidek /  Razif Sidek –  Ernesto de la Torre /  Fernando de la Torre: 15-9 / 15-4
- Jun Chuan Wong /  Yong Hock Kin –  Chan Wing Kit /  Chow Kin Man: w.o.
- Kin Meng Horatius Hwang /  Hong Han Lim –  Tsutomu Kinjo /  Kazuhiro Shimogami: w.o.
- Chew Choon Eng /  Rosman Razak –  Chan Kin Ngai /  Ng Liang Hua: w.o.
- Lee Sang-bok /  Shon Jin-hwan –  Yap Yee Guan /  Yap Yee Hup: 3-15 / 15-13 / 15-12
- Cheah Soon Kit /  Soo Beng Kiang –  Kin Meng Horatius Hwang /  Hong Han Lim: 15-2 / 15-2
- Jan Paulsen /  Henrik Svarrer –  Chen Yu  /  Huang Yi: 15-6 / 15-11
- Jon Holst-Christensen /  Thomas Lund –  Ong Ewe Chye /  Rahman Sidek: 15-8 / 15-10
- Chen Hongyong /  Chen Kang –  Chew Choon Eng /  Rosman Razak: 15-5 / 15-7
- Tan Kim Her /  Yap Kim Hock –  Denny Kantono /  Aryono Miranat: 15-11 / 15-6
- Jalani Sidek /  Razif Sidek –  Abdul Razak /  Peng Siong Wee: 15-2 / 15-4
- Rudy Gunawan /  Eddy Hartono –  Jun Chuan Wong /  Yong Hock Kin: w.o.
- Rudy Gunawan /  Eddy Hartono –  Lee Sang-bok /  Shon Jin-hwan: 15-12 / 15-6
- Cheah Soon Kit /  Soo Beng Kiang –  Jan Paulsen /  Henrik Svarrer: 18-13 / 15-7
- Chen Hongyong /  Chen Kang –  Jon Holst-Christensen /  Thomas Lund: 15-12 / 18-14
- Jalani Sidek /  Razif Sidek –  Tan Kim Her /  Yap Kim Hock: 15-8 / 15-2
- Cheah Soon Kit /  Soo Beng Kiang –  Rudy Gunawan /  Eddy Hartono: 15-12 / 15-3
- Chen Hongyong /  Chen Kang –  Jalani Sidek /  Razif Sidek: 18-15 / 15-10
- Cheah Soon Kit /  Soo Beng Kiang –  Chen Hongyong /  Chen Kang: 15-12 / 15-7

### Mixed
- Zhao Jianhua /  Wu Wenjing –  Lee Yong-sun /  Park Soo-yun: 15-8 / 15-1
- Tan Kim Her /  Tan Sui Hoon –  Koh Leng Kang /  Zarinah Abdullah: 15-3 / 15-4
- Jon Holst-Christensen /  Lotte Olsen –  Aryono Miranat /  Eliza Nathanael: 15-7 / 10-15 / 15-7
- Thomas Lund /  Pernille Dupont –  Pan Teng /  Shen Lianfeng: 15-0 / 15-6
- Chen Yu  /  Zhang Jin –  Denny Kantono /  Zelin Resiana: 15-7 / 2-15 / 15-10
- Jan Paulsen /  Gillian Gowers –  Tan Sian Peng /  Ong Ai Li: 15-2 / 15-1
- Zhao Jianhua /  Wu Wenjing –  Paulus Firman /  Rosiana Tendean: 15-11 / 15-5
- Tan Kim Her /  Tan Sui Hoon –  Pang Cheh Chang /  Gillian Clark: 15-5 / 15-10
- Henrik Svarrer /  Marlene Thomsen –  Huang Yi /  Peng Xinyong: 15-1 / 15-2
- Lee Sang-bok /  Gil Young-ah –  Chen Xingdong /  Zhang Hongyu: 15-8 / 15-8
- Jon Holst-Christensen /  Lotte Olsen –  Chow Kin Man /  Tung Chau Man: w.o.
- Thomas Lund /  Pernille Dupont –  Chen Yu  /  Zhang Jin: 15-3 / 15-4
- Jan Paulsen /  Gillian Gowers –  Zhao Jianhua /  Wu Wenjing: 15-8 / 15-7
- Henrik Svarrer /  Marlene Thomsen –  Tan Kim Her /  Tan Sui Hoon: 15-3 / 15-4
- Jon Holst-Christensen /  Lotte Olsen –  Lee Sang-bok /  Gil Young-ah: 15-8 / 14-17 / 15-4
- Thomas Lund /  Pernille Dupont –  Jan Paulsen /  Gillian Gowers: 15-11 / 15-10
- Jon Holst-Christensen /  Lotte Olsen –  Henrik Svarrer /  Marlene Thomsen: 15-9 / 15-10
- Thomas Lund /  Pernille Dupont –  Jon Holst-Christensen /  Lotte Olsen: 15-8 / 15-12